# Werner Meier (Autor)
Werner Meier (* 1952 in Landshut an der Isar) ist ein deutscher Journalist und Autor.

## Leben
Nach einem Volontariat bei einer Straubinger Tageszeitung arbeitete er eineinhalb Jahre lang bei der Abendzeitung in München, ab 1977 bei Quick, ab 1981 als freier Journalist. Er war spezialisiert auf Berichte über Rauschgifthandel, Hehlerei und Mordfälle. Meierschrieb daneben Kinderbuch-Krimis und Umsetzungen von Fernsehserien für den Loewe Verlag. Seit 2018 ist Meier Rentner und schreibt Gegenwartskrimis, die er auf im Self-Publishing bei Tredition veröffentlicht.

## Veröffentlichungen (Auszug)
- Die Computerdetektive und der Fall Lucretia
- 1985 Die Computerdetektive und die verschwundenen Luxuslimousinen. Loewe Verlag
- 1985 Die Computerdetektive und die unheimliche Bohrerbande. Loewe-Verlag
- 1986 Mino, der kleine Gebirgsjäger
- 1987 Karlotta Kriss. Loewe-Verlag
- 1988 Frankensteins Tante. Bastei-Luebbe
- 2020 Corona – lasst sie sterben... Tredition (Self-Publishing)
- 2022 In Teufels Hölle. Tredition (Self-Publishing)
- 2022 Im Schatten des Teufels. Tredition (Self-Publishing)

| Personendaten    | Personendaten                  |
| ---------------- | ------------------------------ |
| NAME             | Meier, Werner                  |
| KURZBESCHREIBUNG | deutscher Journalist und Autor |
| GEBURTSDATUM     | 1952                           |
| GEBURTSORT       | Landshut an der Isar           |